# Булач I
Булач I (авар. Булач-нуцал I; д/н — 1510) — нуцал Аварского ханства в 1485—1510 годах.

## Биография
Сын Мухаммеда-Мирзы. О молодых годах мало сведений. В 1485 году унаследовал власть после своего дяди Андуника I. Начал политику по политическому и военному укреплению государства. Укрощал местных феодалов. Затем упразднил старинное правило, по которому власть наследовал племянник нуцала или представители другой ветви династии. Теперь трон переходил к сыну нуцала. Укрепил войско, ставшее более организованным.
За этим начал войну против Хаджи-Али, шамхала в Хучаде (представителя Казикумухского шамхальства, правитель которого в то время носил титул падишаха, а его родственники получили владения с титулами шамхалов). В результате молниеносной кампании Булач I победил Хаджи-Али-шамхала, разрушил его резиденцию в Хучаде. Сын последнего Ханбулат бежал в Тиндиб. За этим заключил мир с собственно падишахом Казикумухского шамхальства.
На протяжении всего господства Булач I укрепил внутреннее и внешнее положение своего государства, расширил его границы, ставшие более стабильными и продолжительными. Умер в 1510 году. Его власть наследовал внук Амир-Хамза I.